# Sainte-Maure-de-Peyriac
Pour les articles homonymes, voir Sainte-Maure (homonymie).
Sainte-Maure-de-Peyriac est une commune française, située dans le département de Lot-et-Garonne (région Nouvelle-Aquitaine).
La commune possède un patrimoine naturel remarquable composé de plusieurs zones naturelles d'intérêt écologique, faunistique et floristique.

## Géographie
Sainte-Maure-de-Peyriac est un village de Gascogne.
La commune est limitrophe du département du Gers. Elle est située à la confluence de la Gélise et de l'Izaute.
Elle fait partie de la zone d'emploi d'Agen et du bassin de vie de Nérac

### Communes limitrophes
Les communes limitrophes sont  Castelnau d'Auzan Labarrère, Montréal, Poudenas, Saint-Pé-Saint-Simon et Sos.
|                      | Sos                                |                 |
| Saint-Pé-Saint-Simon | Sainte-Maure de Peyriac            | Poudenas        |
|                      | Castelnau d'Auzan Labarrère (Gers) | Montréal (Gers) |

### Géologie et relief
La superficie de la commune est de 23,06 km2 ; son altitude varie de 64  à   164 mètres.

### Hydrographie
La commune est drainée par la Gélise, un affluent gauche de la Baïse et donc un sous-affluent de la Garonne.

### Climat
Pour des articles plus généraux, voir Climat de la Nouvelle-Aquitaine et Climat de Lot-et-Garonne.
Historiquement, la commune est exposée à un climat océanique aquitain.
En 2020, Météo-France publie une typologie des climats de la France métropolitaine dans laquelle la commune est exposée à un climat océanique altéré et est dans la région climatique Aquitaine, Gascogne, caractérisée par une pluviométrie abondante au printemps, modérée en automne, un faible ensoleillement au printemps, un été chaud (19,5 °C), des vents faibles, des brouillards fréquents en automne et en hiver et des orages fréquents en été (15 à 20 jours).
Pour la période 1971-2000, la température annuelle moyenne est de 13,3 °C, avec une amplitude thermique annuelle de 14,9 °C. Le cumul annuel moyen de précipitations est de 847 mm, avec 10,8 jours de précipitations en janvier et 6,8 jours en juillet. Pour la période 1991-2020, la température moyenne annuelle observée sur la station météorologique la plus proche, située sur la commune de Réaup-Lisse à 9 km à vol d'oiseau, est de 13,8 °C et le cumul annuel moyen de précipitations est de 858,3 mm,. Pour l'avenir, les paramètres climatiques de la commune estimés pour 2050 selon différents scénarios d’émission de gaz à effet de serre sont consultables sur un site dédié publié par Météo-France en novembre 2022.

### Milieux naturels et biodiversité
L’inventaire des zones naturelles d'intérêt écologique, faunistique et floristique (ZNIEFF) a pour objectif de réaliser une couverture des zones les plus intéressantes sur le plan écologique, essentiellement dans la perspective d’améliorer la connaissance du patrimoine naturel national et de fournir aux différents décideurs un outil d’aide à la prise en compte de l’environnement dans l’aménagement du territoire.

Carte des ZNIEFF de type 1 et 2 à Sainte-Maure-de-Peyriac.
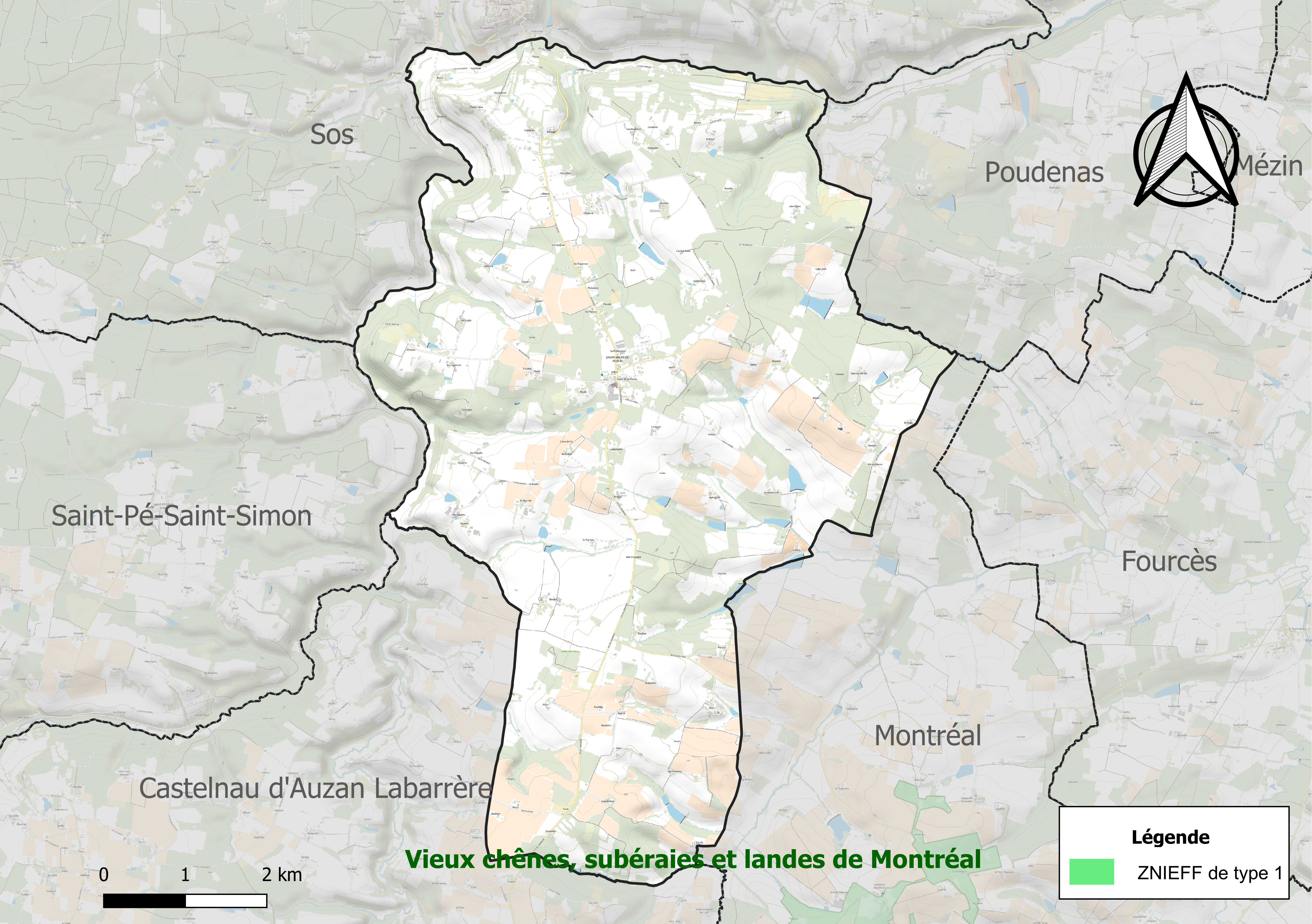
Carte des ZNIEFF de type 1 sur la commune.
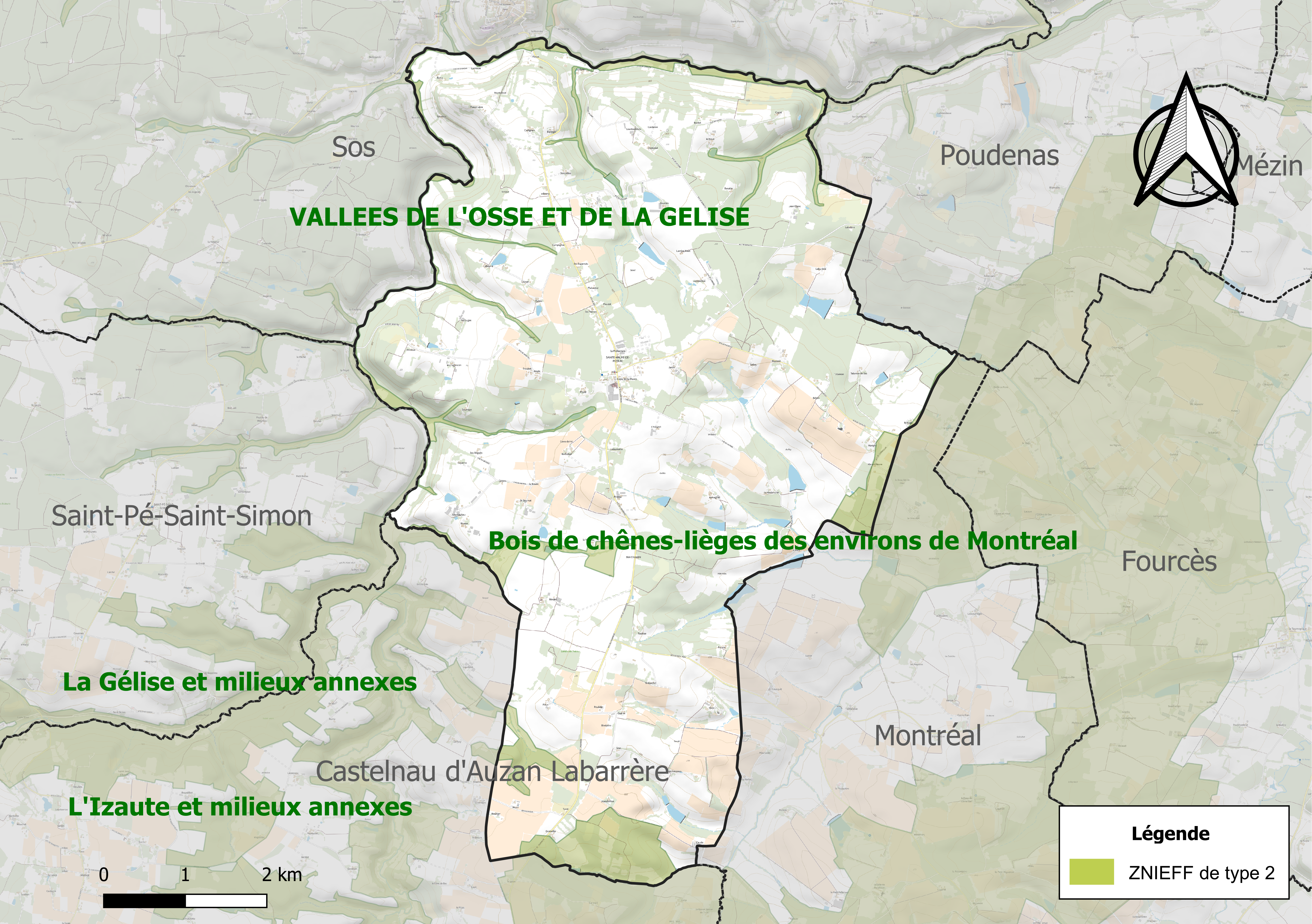
Carte de la ZNIEFF de type 2 sur la commune.

## Urbanisme

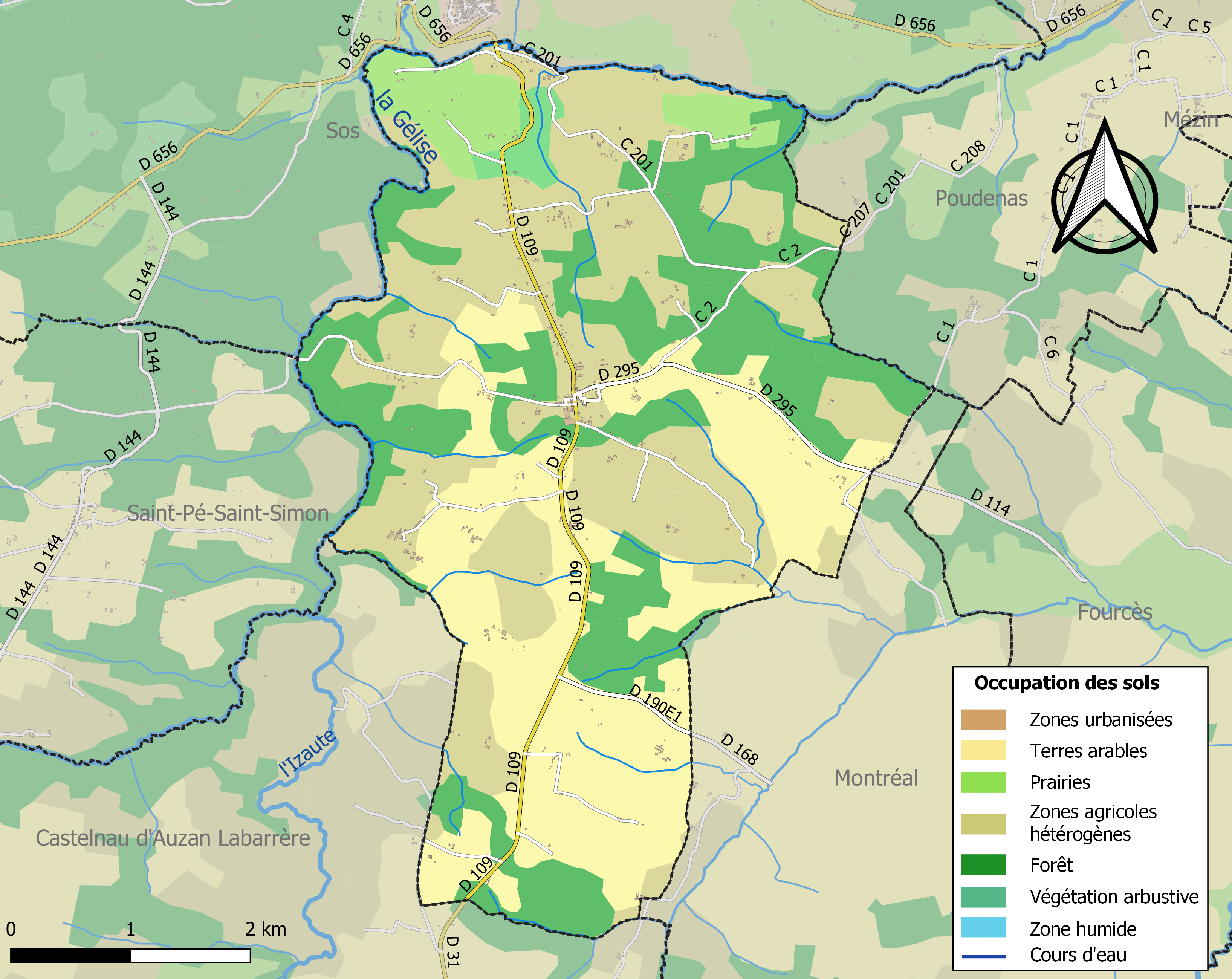
Carte des infrastructures et de l'occupation des sols de la commune en 2018 (CLC).

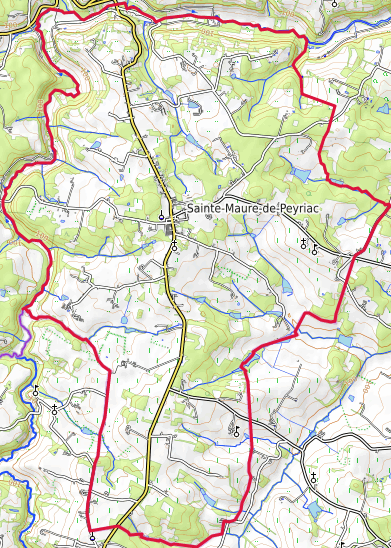
Carte topographique de la commune en 2021.

### Typologie
Au 1er janvier 2024, Sainte-Maure-de-Peyriac est catégorisée commune rurale à habitat très dispersé, selon la nouvelle grille communale de densité à sept niveaux définie par l'Insee en 2022.
Elle est située hors unité urbaine et hors attraction des villes,.

### Occupation des sols
L'occupation des sols de la commune, telle qu'elle ressort de la base de données européenne d’occupation biophysique des sols Corine Land Cover (CLC), est marquée par l'importance des territoires agricoles (72,5 % en 2018), en diminution par rapport à 1990 (78 %). La répartition détaillée en 2018 est la suivante : 
zones agricoles hétérogènes (37 %), forêts (26,1 %), cultures permanentes (24 %), terres arables (6,6 %), prairies (4,9 %), milieux à végétation arbustive et/ou herbacée (1,4 %). L'évolution de l’occupation des sols de la commune et de ses infrastructures peut être observée sur les différentes représentations cartographiques du territoire : la carte de Cassini (XVIIIe siècle), la carte d'état-major (1820-1866) et les cartes ou photos aériennes de l'IGN pour la période actuelle (1950 à aujourd'hui).

### Habitat et logement
En 2020, le nombre total de logements dans la commune était de 211, alors qu'il était de 207 en 2015 et de 203 en 2010.
Parmi ces logements, 71,1 % étaient des résidences principales, 18,5 % des résidences secondaires et 10,4 % des logements vacants. Ces logements étaient pour 95,2 % d'entre eux des maisons individuelles et pour 2,9 % des appartements.
Le tableau ci-dessous présente la typologie des logements à Sainte-Maure-de-Peyriac en 2020 en comparaison avec celle de Lot-et-Garonne et de la France entière. Une caractéristique marquante du parc de logements est ainsi une proportion de résidences secondaires et logements occasionnels (18,5 %) supérieure à celle du département (6,3 %) et à celle de la France entière (9,7 %).
| Typologie                                               | Sainte-Maure-de-Peyriac | Lot-et-Garonne | France entière |
| ------------------------------------------------------- | ----------------------- | -------------- | -------------- |
| Résidences principales (en %)                           | 71,1                    | 81,9           | 82,1           |
| Résidences secondaires et logements occasionnels (en %) | 18,5                    | 6,3            | 9,7            |
| Logements vacants (en %)                                | 10,4                    | 11,7           | 8,2            |

### Risques naturels et technologiques
Le territoire de la commune de Sainte-Maure-de-Peyriac est vulnérable à différents aléas naturels : météorologiques (tempête, orage, neige, grand froid, canicule ou sécheresse), inondations, feux de forêts, mouvements de terrains et séisme (sismicité très faible). Un site publié par le BRGM permet d'évaluer simplement et rapidement les risques d'un bien localisé soit par son adresse soit par le numéro de sa parcelle.
Certaines parties du territoire communal sont susceptibles d’être affectées par le risque d’inondation par une crue à  débordement lent de cours d'eau, notamment la Gélise. La commune a été reconnue en état de catastrophe naturelle au titre des dommages causés par les inondations et coulées de boue survenues en 1982, 1999, 2003 et 2009,.
Sainte-Maure-de-Peyriac est exposée au risque de feu de forêt. Depuis le 20 avril 2016, les départements de la Gironde, des Landes et de Lot-et-Garonne disposent d’un règlement interdépartemental de protection de la forêt contre les incendies. Ce règlement vise à mieux prévenir les incendies de forêt, à faciliter les interventions des services et à limiter les conséquences, que ce soit par le débroussaillement, la limitation de l’apport du feu ou la réglementation des activités en forêt. Il définit en particulier cinq niveaux de vigilance croissants auxquels sont associés différentes mesures,.
Les mouvements de terrains susceptibles de se produire sur la commune sont des affaissements et effondrements liés aux cavités souterraines (hors mines), des glissements de terrain et des tassements différentiels. Afin de mieux appréhender le risque d’affaissement de terrain, un inventaire national permet de localiser les éventuelles cavités souterraines sur la commune.

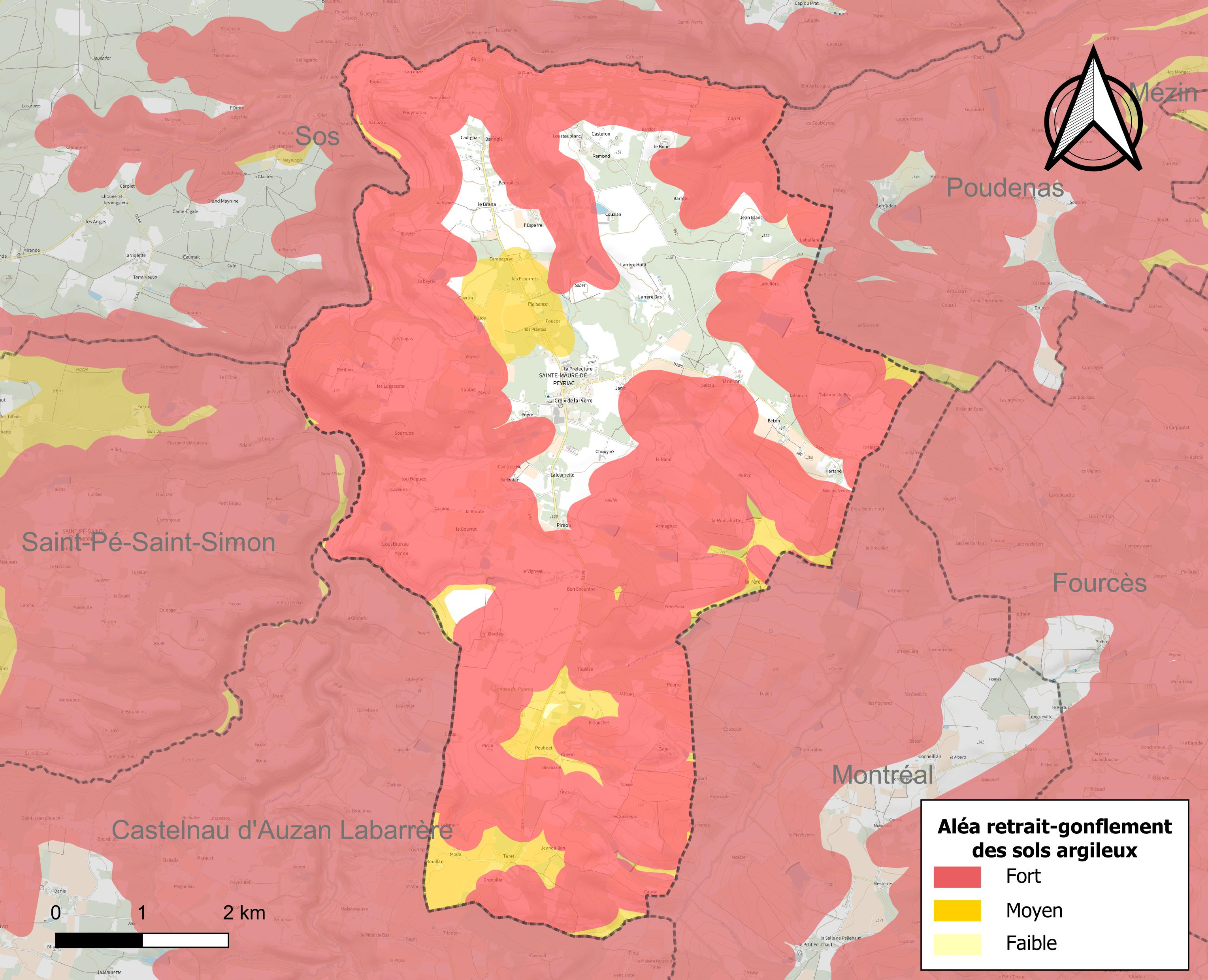
Carte des zones d'aléa retrait-gonflement des sols argileux de Sainte-Maure-de-Peyriac.

Le retrait-gonflement des sols argileux est susceptible d'engendrer des dommages importants aux bâtiments en cas d’alternance de périodes de sécheresse et de pluie. 81,8 % de la superficie communale est en aléa moyen ou fort (91,8 % au niveau départemental et 48,5 % au niveau national). Depuis le 1er octobre 2020, en application de la loi ELAN, différentes contraintes s'imposent aux vendeurs, maîtres d'ouvrages ou constructeurs de biens situés dans une zone classée en aléa moyen ou fort,.
Concernant les mouvements de terrains, la commune a été reconnue en état de catastrophe naturelle au titre des dommages causés par la sécheresse en 1990 et 2011 et par des mouvements de terrain en 1999.

## Histoire
Lors de la Révolution française, la commune est  formée par la réunion des paroisses de Peyriac et de Gajo. En 1840, Louspeyrous intègre la commune.

## Politique et administration

### Rattachements administratifs et électoraux

#### Rattachements administratifs
La commune se trouve depuis 1942 dans l'arrondissement de Nérac du département de l'Lot-et-Garonne.
Elle faisait partie depuis 1801 du canton de Mézin. Dans le cadre du redécoupage cantonal de 2014 en France, cette circonscription administrative territoriale a disparu, et le canton n'est plus qu'une circonscription électorale.

#### Rattachements électoraux
Pour les élections départementales, la commune fait partie depuis 2014 du canton de l'Albret.
Pour l'élection des députés, elle fait partie de la première circonscription de Lot-et-Garonne.

### Intercommunalité
Sainte-Maure-de-Peyriac était membre de la petite communauté de communes du Mézinais, un établissement public de coopération intercommunale (EPCI) à fiscalité propre créé en 1999 et auquel la commune avait transféré un certain nombre de ses compétences, dans les conditions déterminées par le code général des collectivités territoriales.
Dans le cadre des dispositions de la loi portant nouvelle organisation territoriale de la République du 7 août 2015, qui prévoit que les établissements publics de coopération intercommunale (EPCI) à fiscalité propre doivent avoir un minimum de 15 000 habitants, cette intercommunalité a fusionné avec ses voisines  pour former, le 1er janvier 2017, la communauté de communes dénommée Albret Communauté, dont est désormais membre la commune.

### Liste des maires
| Période                                  | Période                       | Identité         | Étiquette | Qualité                                                  |
| ---------------------------------------- | ----------------------------- | ---------------- | --------- | -------------------------------------------------------- |
| Les données manquantes sont à compléter. |                               |                  |           |                                                          |
| mars 1977                                | mars 2001                     | Henri Duffau     |           |                                                          |
| mars 2001                                | mars 2014                     | Michel Darréon   | DVD       | Agriculteur Président de la CC du Mézinais (2008 → 2014) |
| mars 2014                                | avril 2023                    | Robert Linossier | DVD       | Cadre retraité Démissionnaire                            |
| juin 2023                                | En cours (au 22 janvier 2024) | Thierry Planté   |           | Agriculteur                                              |

### Jumelage
- Sainte-Maure-de-Touraine (France) depuis 1991
- Sainte-Maure (France) depuis 1991[32].

## Équipements et services publics

### Enseignement
La commune fait partie d'un regroupement pédagogique intercommunal et dispose d'une école.

## Population et société

### Démographie
L'évolution du nombre d'habitants est connue à travers les recensements de la population effectués dans la commune depuis 1793. Pour les communes de moins de 10 000 habitants, une enquête de recensement portant sur toute la population est réalisée tous les cinq ans, les populations de référence des années intermédiaires étant quant à elles estimées par interpolation ou extrapolation. Pour la commune, le premier recensement exhaustif entrant dans le cadre du nouveau dispositif a été réalisé en 2004.

En 2022, la commune comptait 305 habitants, en évolution de −10,82 % par rapport à 2016 (Lot-et-Garonne : −0,18 %, France hors Mayotte : +2,11 %).
| 1793 | 1800 | 1806 | 1821 | 1831 | 1836 | 1841 | 1846 | 1851 |
| ---- | ---- | ---- | ---- | ---- | ---- | ---- | ---- | ---- |
| 770  | 711  | 836  | 775  | 764  | 699  | 961  | 926  | 917  |

| 1856 | 1861 | 1866 | 1872 | 1876 | 1881 | 1886 | 1891 | 1896 |
| ---- | ---- | ---- | ---- | ---- | ---- | ---- | ---- | ---- |
| 926  | 907  | 889  | 850  | 839  | 812  | 787  | 712  | 726  |

| 1901 | 1906 | 1911 | 1921 | 1926 | 1931 | 1936 | 1946 | 1954 |
| ---- | ---- | ---- | ---- | ---- | ---- | ---- | ---- | ---- |
| 705  | 635  | 597  | 553  | 658  | 653  | 656  | 596  | 597  |

| 1962 | 1968 | 1975 | 1982 | 1990 | 1999 | 2004 | 2006 | 2009 |
| ---- | ---- | ---- | ---- | ---- | ---- | ---- | ---- | ---- |
| 559  | 503  | 385  | 343  | 327  | 326  | 340  | 344  | 335  |

| 2014 | 2019 | 2022 | - | - | - | - | - | - |
| ---- | ---- | ---- | - | - | - | - | - | - |
| 344  | 312  | 305  | - | - | - | - | - | - |

### Manifestations culturelles et festivités
Le comité des fêtes organise chaque année la fête du village. Celle-ci est généralement programmée lors du week-end de Pentecôte. Sont organisés brocante, repas dansants, bodega, et course landaise.[réf. nécessaire]

### Lieux et monuments
- Église paroissiale Saint-Celse (XIXe siècle)[36], construite de 1840 à 1846, financée par Joseph Courtade de Salis, propriétaire du manoir de Gajo, qui est inhumé devant l'église. Elle est inscrite à l'Inventaire général du patrimoine culturel[37].
- Église Saint-Laurent de Louspeyrous (XIIIe siècle)[38]. Elle est inscrite à l'Inventaire général du patrimoine culturel[39].
- Église Sainte-Marie-Madeleine de Gajo (XIIe siècle)[40]. Elle est inscrite à l'Inventaire général du patrimoine culturel[41].
- Manoir de Louspeyrous (XIVe siècle)[42].

### Héraldique
| Blason de Sainte-Maure-de-Peyriac | Blason  | De gueules au pal d'argent maçonnée à l'ancienne, accosté de deux grappes de raisins adossées, tigées et feuillées de même. |
| Blason de Sainte-Maure-de-Peyriac | Détails | Le statut officiel du blason reste à déterminer.                                                                            |

## Pour approfondir